# Nella Brambatti
Nella Brambatti (Macerata, 26 gennaio 1949 – Fermo, 12 novembre 2020) è stata una politica italiana.

## Biografia
Dopo la maturità classica al Liceo Ginnasio Annibal Caro di Fermo, nel 1975 conseguì presso l'Università degli Studi di Macerata la laurea in Lingue e letterature straniere, con specializzazione in francese. Nello stesso anno entrò di ruolo come insegnante di francese presso una scuola media inferiore della provincia di Ascoli Piceno, mentre dal 2000 al 2006 fu docente in una scuola media superiore di Napoli. Dal 2007 al 2013 fu presidente del Conservatorio di musica "Giovanni Battista Pergolesi" di Fermo. 
Nel frattempo era stata assessore alla cultura presso il Comune di Fermo dal 1991 al 1993 e dal 1996 al 1998.
Alle elezioni amministrative del 2011 venne eletta Sindaca di Fermo con il 51,04% delle preferenze al primo turno, sostenuta da sei liste di centrosinistra (PD, SEL, Rifondazione-Comunisti Italiani, lista Di Pietro e due liste civiche locali). Nel gennaio 2015, a seguito di contrasti all'interno del circolo locale del Partito Democratico preceduti dall'uscita dalla maggioranza di Sinistra Ecologia e Libertà, annunciò a sorpresa le proprie dimissioni anticipate,, poi ritirate ma seguite dalle dimissioni in massa di 20 consiglieri, che fecero decadere automaticamente la Sindaca.
Nel gennaio 2017 subì un grave infortunio, dopo essere stata travolta dalla sua stessa automobile, parcheggiata senza il freno a mano.